# Veszprémgalsa
Veszprémgalsa là một thị trấn thuộc hạt Veszprém, Hungary. Thị trấn này có diện tích 8,71 km², dân số năm 2010 là 269 người, mật độ 31 người/km².